# Alexander från Tralles
Alexander från Tralles, född omkring 525, död omkring 605, var en grekisk läkare från Tralles i Lydien.
Alexander verkade som lärare och aktiv läkare i Rom efter vidsträckta resor. Han är den ende bysantinske medicinske författare vars skrifter (12 böcker) bevarats i original och inte enbart genom avskrifter av andra författare. Alexanders skrifter användes ofta i undervisningen i Salernoskolan.